# Paranapoema
Paranapoema é um município brasileiro do estado do Paraná. Sua população estimada em 2016 era de 3.084 habitantes.

## Histórico
A cidade é originária da especulação imobiliária da empresa Imobiliária Paranapoema, que delimitou lotes urbanos e rurais em 1952. Em 1953, a localidade foi elevada a categoria de distrito de Paranapoema, ligado a cidade de Paranacity, e em 6 de março de 1964, criou o município de Paranapoema.